# 戈帕毛
戈帕毛（Gopamau），是印度北方邦Hardoi县的一个城镇。总人口12604（2001年）。

## 人口
该地2001年总人口12604人，其中男性6805人，女性5799人；0—6岁人口2428人，其中男1266人，女1162人；识字率37.39%，其中男性为43.75%，女性为29.94%。